# Rudgea pendula
Rudgea pendula là một loài thực vật có hoa trong họ Thiến thảo. Loài này được Standl. ex Zappi mô tả khoa học đầu tiên năm 2006.